# Lucicutia orientalis
Lucicutia orientalis är en kräftdjursart som beskrevs av Brodsky 1950. Lucicutia orientalis ingår i släktet Lucicutia och familjen Lucicutiidae. Inga underarter finns listade i Catalogue of Life.